# Maurice Cheeks
Maurice Edward Cheeks (Chicago, 8 de setembro de 1956) é um ex-jogador e treinador norte-americano de basquete profissional que atua como assistente técnico do New York Knicks da National Basketball Association (NBA).
Como jogador, ele jogou pelo Philadelphia 76ers (onde ganhou o título da NBA em 1983), San Antonio Spurs, New York Knicks, Atlanta Hawks e New Jersey Nets. Ele também atuou como treinador principal do 76ers, Portland Trail Blazers e Detroit Pistons. Cheeks foi introduzido no Hall da Fama do Basquete como jogador em 2018.

## Primeiros anos
Cheeks nasceu em Chicago e estudou na DuSable High School. Ele frequentou a West Texas A&M de 1974 a 1978 e teve médias de 16,8 pontos. Ele é o terceiro artilheiro da história da WTSU/WTAM.

## Carreira de jogador
Após a universidade, Cheeks foi selecionado pelo Philadelphia 76ers como a 36ª escolha geral no draft da NBA de 1978. Ele jogou 15 anos como armador na NBA, incluindo 11 com o Philadelphia 76ers. Ele foi selecionado quatro vezes para o All-Star Game e ajudou os 76ers a ir três vezes para as finais da NBA em um período de quatro anos no início da década de 1980 (1980, 1982 e 1983), incluindo um título da NBA em 1983. Ele era bem visto por seu jogo de equipe e habilidades defensivas. Ele foi nomeado para quatro times defensivos da NBA consecutivos de 1983 a 1986 e ganhou uma vaga no segundo time em 1987.

### Philadelphia 76ers (1978-1989)
Cheeks foi selecionado pelo Philadelphia 76ers como a 36ª escolha geral no Draft da NBA de 1978. Aos 22 anos, ele ganhou um papel notável nos 76ers, solidificando-se como armador titular e ganhando minutos valiosos. Os 76ers disputaram os playoffs em todos os anos em que ele esteve na equipe, exceto na temporada de 1987-88.
Em seu quinto ano na liga, ele foi selecionado para sua primeira aparição no All-Star Game e teve médias de 12,5 pontos, 6,9 assistências e 2,3 roubadas de bola. Os 76ers tiveram um recorde de 65-17, que é o segundo melhor recorde na história da franquia. Eles iriam ganhar o título da NBA naquele ano.
Ele seria parte integrante dos 76ers pelo resto de seu tempo na Filadélfia, no entanto, a equipe não conseguiria repetir o nível de sucesso que alcançaram na temporada de 1982-83. Ele seria selecionado para mais três aparições no All-Star Game de 1986 a 1988. Nos playoffs de 1986, ele teve uma média de 20,8 pontos em toda a pós-temporada. Na temporada de 1986-87, ele teve média de 15,6 pontos no que foi considerado a melhor temporada de sua carreira. No entanto, os 76ers não eram mais candidatos ao título e perderam na primeira rodada nos playoffs de 1987. No ano seguinte, eles não foram para os playoffs. Cheeks jogou mais uma temporada pelos 76ers; eles estavam de volta aos playoffs, mas foram varridos na primeira rodada pelo New York Knicks.

### San Antonio Spurs (1989-1990)
Na entressafra de 1989, o Philadelphia 76ers trocou Maurice Cheeks, junto com Chris Welp e David Wingate, para o San Antonio Spurs em troca de Johnny Dawkins e Jay Vincent. Aos 33 anos, Cheeks estava envelhecendo e no crepúsculo de sua carreira, mas ainda jogou bem pelos Spurs e teve média de 10,9 pontos em 50 jogos. No entanto, ele não conseguiu terminar a temporada de 1989-90 pelos Spurs.

### New York Knicks (1990-1991)
Em 21 de fevereiro de 1990, Cheeks foi negociado com o New York Knicks por Rod Strickland. Ele jogou o restante da temporada em Nova York e teve média de 7,9 pontos em 31 jogos. Os Knicks tiveram um recorde de 45-37 naquele ano e foram para os playoffs, onde perderam na segunda rodada para o Detroit Pistons. No ano seguinte, os Knicks foram para os playoffs e foram varridos pelo Chicago Bulls na primeira rodada.

### Atlanta Hawks (1991-1992)
Na entressafra de 1991, os Knicks trocaram Maurice Cheeks para o Atlanta Hawks por Tim McCormick e uma escolha de primeira rodada do draft de 1994 (que mais tarde se tornou Charlie Ward). A média de pontos de Cheeks caiu drasticamente para 4,6 e ele não era mais um jogador titular. Ele se tornou um agente livre irrestrito na entressafra de 1992 e não renovou com os Hawks.
No penúltimo jogo da temporada de 1991-92, enquanto jogava pelo Atlanta Hawks contra o New York Knicks, Cheeks conseguiu quatro roubadas de bola e chegou a 2.272 na carreira. Ele superou Julius Erving na lista de mais rebotes na história da ABA e NBA.

### New Jersey Nets (1992–1993)
Em 7 de janeiro de 1993, o New Jersey Nets contratou Cheeks como agente livre. Ele jogou em 35 jogos e teve média de 3,6 pontos. Os Nets chegaram aos playoffs e perderam na primeira rodada para o Cleveland Cavaliers.

### Aposentadoria
Depois que a temporada terminou, Cheeks se tornou um agente livre mas nunca mais jogou na NBA. Aos 36 anos, ele se aposentou.
Maurice Cheeks foi introduzido no Hall da Fama do Basquete de 2018.
Na história da NBA, Cheeks ocupa o sexto lugar em roubos de bola e o décimo primeiro em assistências. Após sua aposentadoria da NBA em 1993, ele era o líder de todos os tempos em roubos de bola e quinto em assistências. Ele teve médias de 11,7 pontos e mais de 2 roubos de bola em sua carreira. Em seu ano de estreia, Cheeks teve média de 4,1 roubos de bola nos playoffs da NBA de 1979, um recorde da NBA em um playoff.

## Carreira de treinador
Após a aposentadoria, Cheeks passou um ano treinando o Quad City Thunder da Continental Basketball Association, antes de se tornar assistente técnico do Philadelphia 76ers em 1994. Ele foi auxiliar de John Lucas (1994-96), Johnny Davis (1996-97) e Larry Brown e foi uma peça fundamental da equipe que chegou às finais da NBA de 2001.
Em 2001, ele foi contratado como treinador principal do Portland Trail Blazers. Ele levou a equipe a duas vagas nos playoffs em quatro anos como treinador, mas não conseguiu passar da primeira rodada. Ele foi demitido após um começo ruim na temporada de 2004-05.
Em 25 de abril de 2003, durante um jogo entre o Portland Trail Blazers e o Dallas Mavericks, Cheeks ajudou Natalie Gilbert, de 13 anos, a cantar o hino nacional americano. Depois que Gilbert esqueceu as palavras, Cheeks correu para ajudá-la e eles terminaram juntos, enquanto toda a multidão da Rose Garden Arena cantava com eles. Cheeks e Gilbert foram aplaudidos de pé depois que a música acabou.
Em 2005, Cheeks foi nomeado treinador principal dos 76ers. A mudança foi elogiada pela estrela do Sixers, Allen Iverson, que trabalhou com Cheeks durante sua carreira como treinador assistente.
No entanto, ele perdeu os playoffs em cada uma de suas duas primeiras temporadas. As frustrações começaram a crescer com os veteranos dos Sixers, Iverson e Chris Webber, que não estavam felizes com a direção da equipe. Durante a temporada de 2006-07, Iverson seria negociado com o Denver Nuggets e Webber seria dispensado, deixando Cheeks com uma das equipes mais jovens da NBA. Em 20 de fevereiro de 2007, os 76ers estenderam o contrato de Cheeks por um ano, apesar de seu histórico de derrotas.
No início da temporada de 2007-08, as expectativas eram baixas e os 76ers foram escolhidos para terminar em último na Conferência por muitos especialistas. No entanto, a equipe conquistou uma vaga nos playoffs com uma vitória sobre o Atlanta Hawks em 4 de abril de 2008. Foi sua primeira aparição na pós-temporada desde 2005, bem como a primeira na era pós-Iverson. No entanto, eles foram eliminados pelo Detroit Pistons por 4-2. Mesmo com essa eliminação, muitos fãs consideraram que esta foi uma temporada de sucesso, considerando que os Sixers tiveram uma sequência de 21-7 que os levou aos playoffs.
Os Sixers começaram a temporada de 2008-09 com um recorde de 9-14, apesar da contratação de Elton Brand e da renovação de Andre Iguodala durante o período de entressafra. Devido ao seu início lento, os 76ers demitiram Cheeks em 13 de dezembro de 2008.
Em 14 de agosto de 2009, ele foi contratado como assistente técnico do Oklahoma City Thunder.
Em 10 de junho de 2013, Cheeks concordou em se tornar o treinador principal do Detroit Pistons. Em 9 de fevereiro de 2014, os Pistons o dispensou de suas funções de treinador principal e o substituiu por John Loyer de forma interina pelo restante da temporada. A mudança ocorreu depois que o proprietário Tom Gores sugeriu que os Pistons eram "melhores do que o nosso recorde" e não estavam jogando "no seu máximo" - uma crítica velada a Cheeks.
Em 29 de junho de 2015, Cheeks retornou ao Thunder como assistente técnico.
Em 14 de novembro de 2020, Cheeks foi contratado pelo Chicago Bulls como assistente técnico após a contratação de Billy Donovan pela equipe.
Em 13 de junho de 2024, foi relatado que Tom Thibodeau estava contratando Cheeks para ser assistente técnico do New York Knicks.

## Estatísticas como jogador

### NBA

#### Temporada regular
| Ano      | Equipe       | PJ    | PT  | MPJ  | AP   | 3P   | LL    | RT  | AS  | BR  | TO | PPJ  |
| -------- | ------------ | ----- | --- | ---- | ---- | ---- | ----- | --- | --- | --- | -- | ---- |
| 1978–79  | Philadelphia | 82    | –   | 29.4 | .510 | –    | .721  | 3.1 | 5.3 | 2.1 | .1 | 8.4  |
| 1979–80  | Philadelphia | 79    | –   | 33.2 | .540 | .444 | .779  | 3.5 | 7.0 | 2.3 | .4 | 11.4 |
| 1980–81  | Philadelphia | 81    | –   | 29.8 | .534 | .375 | .787  | 3.0 | 6.9 | 2.4 | .5 | 9.4  |
| 1981–82  | Philadelphia | 79    | 79  | 31.6 | .521 | .273 | .777  | 3.1 | 8.4 | 2.6 | .4 | 11.2 |
| 1982–83† | Philadelphia | 79    | 79  | 31.2 | .542 | .167 | .754  | 2.6 | 6.9 | 2.3 | .4 | 12.5 |
| 1983–84  | Philadelphia | 75    | 75  | 33.3 | .550 | .400 | .733  | 2.7 | 6.4 | 2.3 | .3 | 12.7 |
| 1984–85  | Philadelphia | 78    | 78  | 33.5 | .570 | .231 | .879  | 2.8 | 6.4 | 2.2 | .3 | 13.1 |
| 1985–86  | Philadelphia | 82    | 82  | 39.9 | .537 | .235 | .842  | 2.9 | 9.2 | 2.5 | .3 | 15.4 |
| 1986–87  | Philadelphia | 68    | 68  | 38.6 | .527 | .235 | .777  | 3.2 | 7.9 | 2.6 | .2 | 15.6 |
| 1987–88  | Philadelphia | 79    | 79  | 36.3 | .495 | .136 | .825  | 3.2 | 8.0 | 2.1 | .3 | 13.7 |
| 1988–89  | Philadelphia | 71    | 70  | 32.4 | .483 | .077 | .774  | 2.6 | 7.8 | 1.5 | .2 | 11.6 |
| 1989–90  | San Antonio  | 50    | 49  | 35.3 | .478 | .111 | .832  | 3.3 | 6.0 | 1.6 | .1 | 10.9 |
| 1989–90  | New York     | 31    | 13  | 24.3 | .579 | .429 | .877  | 2.4 | 4.9 | 1.4 | .2 | 7.9  |
| 1990–91  | New York     | 76    | 64  | 28.3 | .499 | .250 | .814  | 2.3 | 5.7 | 1.7 | .1 | 7.8  |
| 1991–92  | Atlanta      | 56    | 0   | 19.4 | .462 | .500 | .605  | 1.7 | 3.3 | 1.5 | .0 | 4.6  |
| 1992–93  | New Jersey   | 35    | 0   | 14.6 | .548 | .000 | .889  | 1.2 | 3.1 | .9  | .1 | 3.6  |
| Carreira | Carreira     | 1.101 | 736 | 30.6 | .523 | .257 | .791  | 2.7 | 6.4 | 2.0 | .2 | 10.6 |
| All-Star | All-Star     | 4     | 1   | 11.0 | .438 | —    | 1.000 | .8  | 1.0 | .8  | .0 | 4.0  |

#### Playoffs
| Ano      | Equipe       | PJ  | PT | MPJ  | AP   | 3P   | LL   | RT  | AS   | BR  | TO | PPJ  |
| -------- | ------------ | --- | -- | ---- | ---- | ---- | ---- | --- | ---- | --- | -- | ---- |
| 1979     | Philadelphia | 9   | –  | 36.7 | .545 | –    | .661 | 3.9 | 7.0  | 4.1 | .4 | 18.8 |
| 1980     | Philadelphia | 18  | –  | 37.5 | .511 | .200 | .707 | 4.1 | 6.2  | 2.5 | .2 | 11.6 |
| 1981     | Philadelphia | 16  | –  | 32.1 | .544 | .000 | .762 | 3.2 | 7.3  | 2.5 | .8 | 10.5 |
| 1982     | Philadelphia | 21  | –  | 36.4 | .472 | .111 | .769 | 3.0 | 8.2  | 2.3 | .3 | 14.3 |
| 1983†    | Philadelphia | 13  | –  | 37.2 | .503 | .500 | .703 | 3.0 | 7.0  | 2.0 | .2 | 16.3 |
| 1984     | Philadelphia | 5   | –  | 34.2 | .522 | .000 | .867 | 2.4 | 3.8  | 2.6 | .0 | 16.6 |
| 1985     | Philadelphia | 13  | 13 | 37.2 | .529 | .000 | .857 | 3.5 | 5.2  | 2.4 | .4 | 15.2 |
| 1986     | Philadelphia | 12  | 12 | 43.3 | .516 | .000 | .849 | 4.7 | 7.1  | 1.1 | .3 | 20.8 |
| 1987     | Philadelphia | 5   | 5  | 42.0 | .530 | .000 | .857 | 2.6 | 8.8  | 1.8 | .8 | 17.6 |
| 1989     | Philadelphia | 3   | 3  | 42.7 | .512 | .000 | .846 | 3.7 | 13.0 | 2.3 | .3 | 17.7 |
| 1990     | New York     | 10  | 10 | 38.8 | .481 | .000 | .903 | 3.9 | 8.5  | 1.7 | .2 | 12.8 |
| 1991     | New York     | 3   | 3  | 33.7 | .609 | .333 | .500 | 3.0 | 5.3  | 1.0 | .3 | 10.0 |
| 1993     | New Jersey   | 5   | 0  | 16.4 | .478 | –    | .000 | 1.2 | 2.8  | 1.2 | .2 | 4.4  |
| Carreira | Carreira     | 133 | 46 | 36.0 | .519 | .104 | .713 | 3.2 | 6.9  | 2.1 | .3 | 14.3 |

## Estatísticas como treinador
| Time         | Temporada | Temporada Regular | Temporada Regular | Temporada Regular | Temporada Regular | Temporada Regular | Playoffs | Playoffs | Playoffs | Playoffs | Playoffs                  |
| Time         | Temporada | Jogos             | Vitórias          | Derrotas          | %                 | Classificação     | Jogos    | Vitórias | Derrotas | %        | Resultado final           |
| ------------ | --------- | ----------------- | ----------------- | ----------------- | ----------------- | ----------------- | -------- | -------- | -------- | -------- | ------------------------- |
| Portland     | 2002–03   | 82                | 50                | 32                | .610              | 3º no Pacífico    | 7        | 3        | 4        | .429     | Perdeu na Primeira Rodada |
| Portland     | 2003–04   | 82                | 41                | 41                | .500              | 3º no Pacífico    | —        | —        | —        | —        | Não foi para os playoffs  |
| Portland     | 2004–05   | 55                | 22                | 33                | .400              | (Despedido)       | —        | —        | —        | —        | —                         |
| Philadelphia | 2005–06   | 82                | 38                | 44                | .463              | 2º no Atlântico   | —        | —        | —        | —        | Não foi para os playoffs  |
| Philadelphia | 2006–07   | 82                | 35                | 47                | .427              | 3º no Atlântico   | —        | —        | —        | —        | Não foi para os playoffs  |
| Philadelphia | 2007–08   | 82                | 40                | 42                | .488              | 3º no Atlântico   | 6        | 2        | 4        | .333     | Perdeu na Primeira Rodada |
| Philadelphia | 2008–09   | 23                | 9                 | 14                | .391              | (Despedido)       | —        | —        | —        | —        | —                         |
| Detroit      | 2013–14   | 50                | 21                | 29                | .420              | (Despedido)       | —        | —        | —        | —        | —                         |
| Carreira     | Carreira  | 538               | 256               | 282               | .462              | –                 | 13       | 5        | 8        | .381     | –                         |